# Споменица на борбе за ослобођење северних крајева Југославије (1918—1919)
Медаља је основана 10. октобра 1939. године у спомен на 25. годишњицу борби за северну југословенску границу (у данашњој Словенији). Споменицу су добили сви припадници војске који су активно учествовали у борбама 1918-1919, с тим што су сви који су у оружаним акцијама непосредно учествовали медаљу носили о црвеној траци са плаво-белом ивицом, а они који нису директно учествовали у борби носили су је о плавој траци са црвено-белом ивицом.

## Историјат
Када је у октобру 1918. распад Аустро-Угарске Монархије био неминован, а настанак државе Словенаца, Хрвата и Срба готова ствар, поставило се и питање границе између држава које ће се формирати. Међимурје и Прекомурје, насељен хрватским односно словенским становништвом, били су до тада у саставу Угарске. У Штајерској и Корушкој, које су припадале Аустрији, живјело је бројно словенско становништво, посебно у јужним предјелима тих покрајина. Словенци су почетком новембра 1918. организовали наоружане јединице састављене од војника бивше аустроугарске војске са територија Словеније. Мајор Рудолф Мајстер формирао је Мариборску и Цељску пуковнију и с њима разоружао њемачке војнике и аустријску заштитну стражу у Марибору и другим мјестима у југоисточној Штајерској. Затим је заузео линију од Радгоне до Дравограда. Дана 24. децембра 1918. седам хрватских батаљона, један српски батаљон и двије чете Словенаца упали су у Међимурје и истјерали Мађаре, који су се без борбе повукли на лијеву обалу Муре, у Прекомурје. Други дио словенских оружаних снага с капетаном Алфредом Лавричем протјерао је аустријске посаде из села Ленарт и заузео Ферлах (Боровље).
Тада је с аустријском командом постигнут споразум, према којем су Словенци преузели управу у дијелу Корушке јужно од демаркционе линије: ријека Гаји и Дравом до Клагенфурта. Истовремено је Мајстер закључио споразум са аустријском командом у Грацу и заузео Блајбург (Плиберк) и Фелкермаркт (Великовец). Тај споразум није признала аустријска покрајинска влада у Клагенфурту, па су се сукоби наставили. Обје противничке стране имале су пролазних успјеха и неуспјеха, па су стално појачавале своје јединице људством и оружјем. Дана 14. јануара 1919. почели су у Грацу преговори о прекиду непријатељства, а у Бечу је 19. јануара потписан споразум, према којем су обје стране прихватиле америчког представника за арбитра. Он је преузео обавезу одређивања демаркционе линије. У међувремену је влада у Љубљани обавијештена да ће се на мировној конференцији у Паризу питање Корушке рјешавати у корист Аустрије, па је наредила да све јединице у Корушкој крену у напад, протјерају Аустријанце и заузму спорно подручје. Напад, изведен 29. априла 1919., није успио и претрпљени су знатни губици. Аустријанци су искористили ситуацију и надмоћним снагама прешли у противнапад. У оштрим борбама почетком маја одбацили су словенске трупе код Фелкермаркта, Љубеља и Јесеница и потисли их у рејону Дравограда и Словењ Градеца.
Штавише, Аустријанци су наставили са напредовањем у јужној Штајерској према Марибору и Шоштању, али су одбијени на линију Дравоград-Уршља Гора-Солчава. На мировној конференцији у Паризу комисија за питање Корушке предложила је да се спорно подручје препусти Аустрији. На то је услиједила темељна реорганизација и прегруписање свих војних формација у  Словенији. На границу је упућено више од 10.000 добро наоружаних и искусних војника, насупрот 9.500 слабије наоружаних аустријских војника. Дана 28. маја 1919. све су кединице Краљевства СХС дуж корушке линије ратишта кренуле у напад, присилиле Аустријанце на повлачење у нереду и заузеле десну обалу Драве. Аустријанци су затражили прекид непријатељства и преговоре. Приједлог за преговоре је прихваћен, али без прекида непријатељства. Док су се у Крању водили преговори, војска Краљевства СХС наставила је освајати јужну Корушку. Дана 12. августа 1919. јединице Савске и Дравске дивизијске области Краљевства СХС заузеле су Прекомурје, одакле се мађарска војска повукла без борбе. Тако је уз Међимурје и Прекомурје дефинитивно припало Краљевству СХС. Почетком јуна 1919. у Паризу је одлучено да се корушко питање ријеши плебисцитом. Подручје на којем се
плебисцит спроводио подијељено је у двије зоне: А и Б. Зону А држале су јединице Краљевства СХС, а зону Б Аустријанци. Плебисцит се требао спровести прво у зони А. Ако би се већина становништва у зони А одлучила за Краљевину СХС, наставио би се плебисцит у зони Б. У супротном случају обје би зоне припале Аустрији. Плебисцит у зони А одржан је 10. октобра 1920. и на њему је 59,04% гласача било за Аустрију, а 40,96% гласача за Краљевство СХС. Због тога је и зона Б припала аутоматски Аустрији. Дана 19. октобра 1939. године краљевски намјесници утемељили су у име краља Петра II Карађорђевића, а на приједлог министра војске и морнарице, Споменицу на борбе за ослобођење сјеверних крајева Југославије 1918 - 1919.

## Изглед
Према члану 1. Закона, Споменица је од бронзе и платинирана, округла, пречника 36 мин, а дебљине 2,5 мм. Међутим, приликом реализације дошло је до одступања од
изгледа прописаног законом. Споменице су израђене од бронзе, али су неки примјерци позлаћени, други платинирани, а трећи галванизирани легуром хром-никл тамносиве боје. На лицу је приказан двоглави бијели орао с круном и државним грбом на прсима. Орао је приказан on face, али у динамичном ставу, тако да изгледа да се огорчено бори и брани сјеверне крајеве, симболизиране грбовима. У средини
је грб жупаније Зала из 13. вијека, тј. заједнички грб Прекомурја и Међимурја. Лијево је грб Штајерске из 13. вијека, усправљени штајерски пантер с исплаженим језиком. Десно је грб Корушке из 12. вијека, окомито раздијељен: с једне стране три лава један испод другог, с друге стране водоравна греда. Штајерска и Корушка су само дјеломично припале Краљевству СХС па њихови грбови нису приказани цјеловито. На наличју је натпис у шест редова: SPOMENICA / NA / BORBE ZA OSLOBOĐENJE / SEVERNIH KRAJEVA /JUGOSLAVIJE / 1918 - 19. Натпис је уоквирен вијенцем од ловорове (десно) и липове (лијево) гранчице. Између врхова гранчица вијенца је бакља. Гранчице вијенца су на дну свезане машном. На лицу и наличју споменице налази се уз, ивицу бисерна кружница. Споменица се носила на лијевој страни прса, на свиленој тругластој траци.
Особе које су у периоду од 29. октобра 1918. до 5. маја 1920. године учествовале у борбама за ослобођење Корушке, Штајерске, Прекомурја и Међимурја као борци у борачким формацијама, носиле су споменицу на траци црвене боје с плавом и бијелом пругом са лијеве стране. Пруге су широке 3 мм. Све остале особе које су као неборци учествовале у ослобођењу ових крајева, затим у осигурању Словеније,
као и у "угушивању и у одржавању поретка" у овим крајевима, носиле су споменицу на врпци плаве боје с црвеном и бијелом пругом с лијеве стране. Попис особа које су имале право на споменицу водио се у Ађутантском одјељењу Министарства војске и морнарице, на основу тачних и овјерених података прикупљених у појединим командама и установама. Тако састављени пописи, засебни за борце и неборце, достављали су се Канцеларији краљевих ордена, која је чувала споменице и на основу пописа водила евиденцију о изданим споменицама. За споменицу се није наплаћивала такса. Право на ношење споменице имао је само одликовани, а након његове смрти споменица би остајала породици за успомену. На ранг-листи државних одликовања споменица је била на посљедњем мјесту, иза Споменице на рат за ослобођење и уједињење 1914 - 1918. године. Уз споменицу додјељивала се и диплома, коју је потписивао канцелар, а супотписивао секретар Канцеларије краљевих ордена.